# Sloffendeeg
Sloffendeeg is een deeg dat als bodem voor een slof wordt gebruikt. De ingrediënten zijn bloem, boter, basterdsuiker, ei en bakpoeder, dat eventueel met zout en citroenrasp (zest) op smaak kan worden gebracht. Op kamertemperatuur wordt de boter, suiker en ei gemengd met een mixer, daarna wordt de bloem met het bakpoeder toegevoegd. Na een periode van rusten in de koelkast wordt het uitgerold en kunnen er ronde koeken van gestoken worden, of de typische langwerpige slof van worden gevormd. 
Door het bakpoeder rijzen de randen meer dan de rest van de bodem, ook omdat de bodem altijd in een vorm of ring wordt gebakken.